# Solvang (Kalifornija)
Solvang je grad u američkoj saveznoj državi Kalifornija. Prema popisu stanovništva iz 2010. u njemu je živjelo 5.245 stanovnika.